# Д’Арси, Виктор
Виктор Генри Огастус д’Арси (англ. Victor Henry Augustus d'Arcy; 30 июня 1887 — 12 марта 1961) — британский легкоатлет, который специализировался в беге на короткие дистанции.

## Биография
Олимпийский чемпион 1912 года в эстафете 4×100 метров.
На Играх 1912 года также участвовал в беге на 100 и 200 метров, однако попасть в финальных забегов в обеих дисциплинах не удалось.
На следующей Олимпиаде 1920 года был четвертым в финале эстафеты 4×100 метров. Также выступал в беге на 100 и 200 метров, однако вновь, как и 8 лет до этого, попасть в финалы не удалось.
По завершении Игр 1920 ушел из спорта и переехал жить в Южную Африку.